# Roy Lewis
Pour les articles homonymes, voir Lewis.
Roy Lewis, né le 6 novembre 1913 à Felixstowe et mort le 9 octobre 1996 à Londres, en Angleterre, est un écrivain, économiste et journaliste britannique spécialisé dans la sociologie et l'anthropologie.

## Biographie
Roy Lewis grandit à Birmingham, et poursuit ses études à Oxford avant d'intégrer la London School of Economics. En 1938, il part sillonner l'hémisphère sud, avec son épouse, Kloé avec laquelle il aura deux enfants. Après un long séjour en Australie, il rentre en Angleterre en 1946 et entreprend alors la rédaction d'ouvrages socio-économiques. Son ami, Félix Saint-Amand, anthropologue, l'amène à s'intéresser au passé de l'espèce humaine. C'est à la suite de leurs conversations que Roy Lewis écrit Pourquoi j'ai mangé mon père, publié en 1960. Rapidement, il est engagé comme correspondant à Washington pour The Economist, avant de rejoindre The Times de Londres en 1961, où il reste jusqu'à sa retraite en 1971.
Journaliste et sociologue, Roy Lewis, pour être venu tard à la littérature, n'y a pas moins fait une entrée remarquée avec Pourquoi j'ai mangé mon père, publié pour la première fois en 1960. Il est également l'auteur de Mr Gladstone et la demi-mondaine et de La Véritable Histoire du dernier roi socialiste.

## Source
Pourquoi j'ai mangé mon père -  (ISBN 2266084372)